# Ксиропотамос
Ксиропотамос (грч. Ξηροπόταμος) је насељено место у општини Бешичко Језеро у периферији Средишња Македонија, Грчка. Према попису из 2021. године било је 248 становника.
Насеље је 1913. године имало 81 житеља Турчина. Године 1924. турско становништво је принудно исељено у Турску а на њихово место су насељене грчке избегличке породице, којих је на попису из 1928. године било 45. Досељеници су пре Другог светског рата напустили насеље, које су населиле каракачанске породице. Село је 1951. године имало 85 житеља. Каракачани су у Ксиропотамосу живели до шездесетих година 20. века када су се преселили у друга места. Касније је село обновљено и његово становништво чине потомци грчких избеглица из Турске. Село се раније звало Текри Вермишли.